# Okrasna

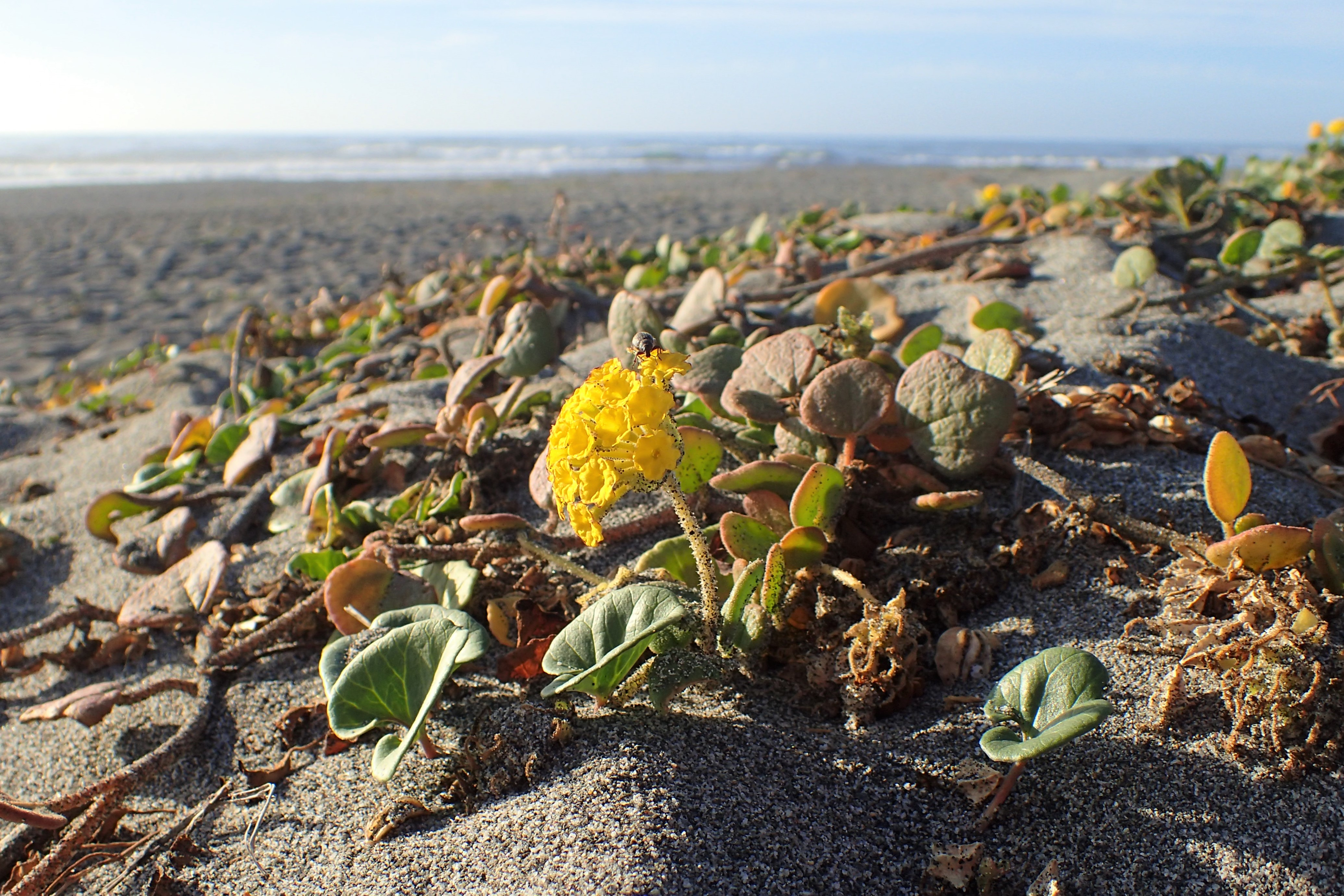
Abronia latifolia

Okrasna (Abronia) – rodzaj roślin z rodziny nocnicowatych (Nyctaginaceae). Obejmuje 33 gatunki. Występują one w południowo-zachodniej części Stanów Zjednoczonych i w północnym Meksyku. Korzenie niektórych gatunków były pożywieniem dla Indian, niektóre gatunki uprawiane są jako rośliny ozdobne. 

## Systematyka
Pozycja systematyczna według APweb (aktualizowany system APG IV z 2016)
Rodzaj z plemienia Nyctagineae w obrębie rodziny nocnicowatych (Nyctaginaceae).
Wykaz gatunków
- Abronia alpina Brandegee
- Abronia ameliae Lundell
- Abronia ammophila Greene
- Abronia angustifolia Greene
- Abronia argillosa S.L.Welsh & Goodrich
- Abronia bigelovii Heimerl
- Abronia bolackii N.D.Atwood, S.L.Welsh & K.D.Heil
- Abronia carnea Greene
- Abronia crux-maltae Kellogg
- Abronia elliptica A.Nelson
- Abronia fragrans Nutt. ex Hook.
- Abronia gracilis Benth.
- Abronia latifolia Eschsch.
- Abronia macrocarpa L.A.Galloway
- Abronia maritima Nutt. ex S.Watson
- Abronia mellifera Douglas ex Hook.
- Abronia micrantha Torr.
- Abronia nana S.Watson
- Abronia nealleyi Standl.
- Abronia parviflora Kunth
- Abronia pogonantha Heimerl
- Abronia turbinata Torr. ex S.Watson
- Abronia umbellata Lam.
- Abronia villosa S.Watson